# Jodofory
Jodofory – związki kompleksowe jodu z substancjami powierzchniowo czynnymi.
Jodofory należą do klasy związków chemicznych zwanych halogenoforami.

## Odkrycie jodoforów
Historycznie zainteresowanie preparatami na bazie chlorowców w badaniach teoretycznych jak i eksperymentalnych wynikało z faktu, iż przy stosowaniu antybiotyków masowo występuje zjawisko antybiotykooporności. Chlorowce natomiast charakteryzują się tym, że w stosunku do nich mikroorganizmy nie wykazują zbyt szybko odporności.
Chlorowce, a w szczególności jod znane są od dawna ze swych własności drobnoustrojobójczych. Niestety preparaty oparte na jodzie (m.in. jodyna) są drażniące dla skóry ludzkiej i zwierzęcej i nie mogą być stosowane w sposób regularny.
Pozbawienie halogenów ich ujemnych cech użytkowych przy zachowaniu silnego działania bakteriobójczego, grzybobójczego i wirusobójczego jest zagadnieniem bardzo interesującym z naukowego i gospodarczego punktu widzenia.
Jedynym preparatem jodowym, znanym od lat 50. XX wieku, o zredukowanej drażliwości dla skóry były tzw. "jodofory", o nazwie komercyjnej "Josan". Mylnie sądzono, że polepszenie własności wynika z tego, iż jest to mieszanina jodu i związków powierzchniowo czynnych.
W patencie nr 2,989,434 USA, 20.IV.1961, Cl:167-17 (Brost G.A., Krupin P., Woodward P.-„Nonionic Surfactant – Jodine Composition”) jodofory określane są jako mieszanina jodu i nośnika, przy czym nośnik jest związkiem, który podwyższa rozpuszczalność jodu w wodzie i działa na jod stabilizująco bez obniżania jego aktywności mikrobiobójczej.
Po dziś dzień w publikacjach popularnonaukowych pokutuje ta opinia że określa się je jako "połączenia jodu z polimerami lub SPC".
Odkrywcami jodoforów i twórcami ich nazwy są M.V. Shelanski i H.A. Shelanski. Określili oni jodofory jako układy, w których zachowane są własności biobójcze jodu, a usunięte jego cechy ujemne, przy czym w skład jodoforu musi wchodzić jod i związek powierzchniowo czynny lub rozpuszczalny w wodzie polimer, mający zdolność roztwarzania w sobie jodu. Najczęściej podawanym sposobem otrzymywania ciekłych preparatów jodoforowych jest ogrzewanie w naczyniu zamkniętym mieszaniny składników, tj. rozpuszczalnego w wodzie nośnika i jodu, z równoczesnym mieszaniem. Czas trwania reakcji w temp. 35–80 °C wynosi 0,5–3 godzin.
Jodofory ciekłe można otrzymać również na zimno przez wprowadzenie jodu rozpuszczonego w roztworze jodków metali alkalicznych lub jodowodoru do wodnego roztworu środka powierzchniowo czynnego.
Natomiast otrzymywanie preparatów suchych w postaci proszku polega na mieszaniu stałego nośnika, np. PVP, czyli polimeru l-winylo-2-pirolidonu, z jodem i ogrzewaniu składników mieszaniny w temp. 90–100 °C przez kilka dni.

## Dylematy budowy chemicznej
W materiale prezentowanym w literaturze naukowej dotyczącej jodoforów występowało przez lata wiele sprzeczności teoretycznych, a podstawą z nich jest to, że skoro jodofory byłyby (jak to zakładano) wodnymi lub wodno-alkoholowymi lub wodno-kwasowymi roztworami jodu i związku powierzchniowo czynnego, to nie mogłyby być pozbawione ujemnych cech wolnego jodu.
Szczegółowe badania laboratoryjne pokazywały, że produkty reakcji wolnego jodu lub bromu ze związkami powierzchniowo czynnymi, wbrew danym zawartym w literaturze jak np. w nie są stabilne w czasie, a poza tym przy rozcieńczaniu wodą wydzielają wolny jod lub brom.
Jedną z podstawowych wad znanych przez wiele lat preparatów jodoforowych był ich kwaśny charakter, który znacznie zmniejszał działanie myjące i biobójcze tych preparatów w stosunku do bakterii kwasoodpornych.
Takie jodofory ulegały dezaktywacji w środowisku alkalicznym i dlatego wytworzenie jodoforu o charakterze alkalicznym uznano w literaturze za niemożliwe.
Nie bez znaczenia pozostaje również fakt, że po określonym czasie stosowania należy dany związek lub preparat mikrobiobójczy wymienić na inny – ze względu na stopniowe wytwarzanie przez drobnoustroje mutantów odpornych na jego działanie.
Stąd też pilną potrzebą stało się zrozumienie mechanizmów kryjących się za własnościami jodoforów, aby zniwelować wspomniane wady.

## Odkrycie budowy chemicznej jodoforów
Przełom w badaniach nad własnościami jodoforów został osiągnięty przez docenta Alojzego Kłopotka z Zakładu Doświadczalnego Chemii Gospodarczej Pollena w Nowym Dworze Mazowieckim na początku lat 70. XX wieku.
Na podstawie rozważań teoretycznych doszedł do wniosku, że jedyną drogą prowadzącą do pozbycia się negatywnych cech wolnego halogenu może być przeprowadzenie go w postać związku chemicznego ze związkiem powierzchniowo czynnym, przy czym jednak utworzone wiązanie chemiczne nie może naruszyć utleniającego charakteru chlorowca, od którego zależą jego własności antydrobnoustrojowe.
Eksperymentalnie udało mu się wykazać, że faktycznie jest to związek kompleksowy, a nie mieszanina. Dzięki temu odkryciu udało mu się dokonać syntezy czystych jodoforów oraz opracować technologię ich przemysłowego wytwarzania. Nowe jodofory posiadały znacznie lepsze własności dezynfekujące, myjące oraz niedrażniące od jodoforów znanych wówczas.
Stosowne badania zlecił Instytut Chemii Przemysłowej w Warszawie i on posiada dokumentację wyników. (por. też)

## Zastosowania preparatów jodoforowych
Alojzy Kłopotek stworzył całą rodzinę nowych preparatów jodoforowych w oparciu o odkryty mechanizm. Opracował jodofory słabo kwaśne (M), silnie kwaśne (K), średniokwaśne (MK) oraz zasadowe (Z).
Przeprowadzono wieloletnie badania weterynaryjne i mikrobiologiczne nowych preparatów, które wykazały ich przydatność do zwalczania chorób skóry u zwierząt i u ludzi, znacznie przewyższającą własności preparatów zachodnich (por.). Jodofory nadają się do terapii i profilaktyki pryszczycy, gruźlicy, choroby pęcherzykowej u świń, kulawki u owiec, grzybic u zwierząt i ludzi, do higienizacji procesu pozyskiwania mleka i zwalczania zapalenia gruczołu mlekowego krów (syndrom mastitis), oraz wielu innych chorób zakaźnych i inwazyjnych Przy tym wykazywały się zerową toksycznością (LD 50 u szczurów nie udało się ustalić, bo szczury nie zdychały) i stuprocentową niemożnością uodpornienia się drobnoustrojów na działanie nowodworskich jodoforów (por. wyniki badań nad jodoforami zlecane przez Instytut Chemii Przemysłowej w Warszawie).
Gdy wszelkie ryzyko stosowania w bezsporny sposób wykluczono, rozpoczęto ich produkcję w Zakładach Chemii Gospodarczej "POLLENA-STREM" w Strzemieszycach/Dąbrowie Górniczej. Preparaty nazwano "Pollena Jod-K", "Pollena Jod-Z", itd. Zyski dla gospodarki narodowej z ich stosowania obliczano na dziesiątki milionów dolarów USA (dane IChP). Podwyższały mięsność i mleczność krów, nadawały się do zwalczania grzybicy odzwierzęcej u ludzi, do dezynfekcji sal operacyjnych, narzędzi chirurgicznych itd.
Na bazie preparatów jodoforowych można uzyskać także biologicznie czynne farby i lakiery, zwłaszcza chroniące kadłuby statków przed pirastaniem.

## Odkrycie halogenoforów
Alojzy Kłopotek kontynuował badania nad poszerzeniem rodziny jodoforów na inne chlorowce. Wkrótce zsyntetyzował i zbadał własności chlorojodoforów
, bromojodoforów, bromoforów i chlorobromojodoforów, kreując nową rodzinę związków: halogenoforów.
Badał trzy metody syntezy -metodę bezpośrednią z wolnych chlorowców, syntezę dwustadiową za pośrednictwem anionów polihalogenkowych i metody z zastosowaniem związków międzyhalogenowych. Najtrwalsze związki kompleksowe halogenów z niejonowymi związkami powierzchniowo czynnymi uzyskano w wyniku syntezy dwustadiowej.
Stabilność związków kompleksowych halogenów z niejonowymi związkami powierzchniowo czynnymi zależy od wartości stałych równowagi chemicznej reakcji syntezy poszczególnych rodzajów anionów trójhalogenkowych, które uzyskuje się przez działanie w stosunkach stechiometrycznych wolnymi chlorowcami lub związkami międzyhalogenowymi na halogenki potasowe w postaci nasyconych roztworów wodnych, oraz od rodzaju anionu trójhalogenkowego i niejonowego związku powierzchniowego czynnego użytych jako substratów do syntezy związków kompleksowych, a ponadto od stałych równowagi wielu układów występujących w produktach reakcji.
Wyniki badań stosunków molowych substratów, widm NMR, molowego ciepła reakcji, współczynników podziału dwufazowego jodku potasowego i jodu aktywnego oraz innych badań eksperymentalnych wskazują na następującą budowę związków kompleksowych halogenów z niejonowymi związkami powierzchniowo czynnymi:
R-O-H ...X-X ...H-O-R
W kompleksach tych chlorowiec X (jod, brom lub chlor) związany jest z wodorem grupy hydroksylowej niejonowego związku za pomocą wiązania koordynacyjnego typu mostka wodorowego. Energia tego wiązania zależy od rodzaju chlorowca i budowy niejonowego związku powierzchniowo czynnego, przy czym najsilniejsze wiązania koordynacyjne występują w jodowych, a najsłabsze -w bromowych związkach kompleksowych (po wyłączeniu z rozważań chlorowych związków kompleksowych).

### Patenty
Autorskie prawa do metod otrzymywania rodziny halogenoforów są intelektualną własnością Alojzego Kłopotka chronioną prawem międzynarodowym. Na syntezę jodoforów uzyskał patenty polskie (86611 /1975/, 86958 /1975/, 87748 /1975/, 86544 /1975/, 86574 /197ó/, 86578 /1975/, 88776 /1976/, 88777 /1976/, 96111 /1977/ i inne). USA (3,965,025 USA /1976/, 4131556 /1978/), Wielkiej Brytanii (1459133 /1977/, 1459134 /1977/), Szwajcarii (588415 /1977/, 600888/1978/), RNF (2405857 /1978/, 2405917 /1976/), ZSRR (563909, 591133 /1978/, 605543/1978/, 640638 /1978/) Holandii (168115 /1982/).

### Publikacje nt. własności
- Kłopotek A. – „Związki kompleksowe chlorowców ze związkami powierzchniowo czynnymi i innymi stosowane w profilaktyce i leczeniu grzybic u zwierząt " – Grzybice i sposoby ich zwa1czania. Praca zbiorowa pod redakcją Z.Kowszyk-Gindifer. Państwowy Zakład Wydawnictw Lekarskich. Warszawa 1986, s.311-323.
- Kłopotek A. – „Anwendungseigenschaften der Halogenkomplexverbindungen mit oberflächenaktiven Stoffen“- V. Internationale Tagung über Grenzflächenaktive Stoffe, Berlin, 7-10 Mai 1979, Mitteilungsb1att Chemische Geseilschaf1 der DDR, Beiheft 26, s. 112.
- Kłopotek A. – „Wpływ środowiska alkalicznego na własności myjąco-dezynfekujące jodoforowych preparatów Pollena-Jod" – Polskie Towarzystwo Nauk Weterynaryjnych – Biuletyn VI Zjazdu, Wrocław, 21-23 września 1978, t. I, s. 15.
- Bukowski K., Kłopotek A., Działa G. – "Wpływ chlorojodowych związków kompleksowych z substancjami powierzchniowo czynnym na chorobotwórcze grzyby i bakterie" – Polskie Towarzystwo Nauk Weterynaryjnych – Biuletyn VI Zjazdu, Wrocław, 21-23 września 1978, t. I, s. 197-198.
- Kłopotek A., Działa G. – "Jodoforowe preparaty do mycia i dezynfekcji urządzeń udojowych" – Polskie Towarzystwo Nauk Weterynaryjnych – Biuletyn VI Zjazdu, Wrocław, 21-23 września 1978, t. I, s.159.
- Kłopotek A., Rutkowski A. – "Untersuchungen über den physiko-chemischen Bau der Jodophoren" -Seifen, Öle, Fette, Wachse, 1977, 103/4-1, 91-94
- Kłopotek A. – "Untersuchungen über die Eigenschaften der Halogenkomplexverbindungen mit Alkohol -und Fettsäurederivaten“ – Seifen, Öle, Fette, Wachse, 1981, 107/15,443-.445.
- Kłopotek A., Janas A. – „Chemical cleaning, unplugging and disinfection of sewerage systems” – Polish TechnicalReview, 1987, 2-3, 24.
- Bukowski K., Kłopotek A., Kołbuszewski T. – "Studie dezinfekcnich vlastnosti novych halogenoforovych preparatu v roznych ekologickych podminkach" -ZOOHYGIENA, CSRS, 1989, 1/89 11-17
- Bukowski K., Kłopotek A., Działa G. –  "Evaluation of halogenophore effectiveness on strains of Candida albicans isolated from mere’s reproductive organs” – CANDIDA AND CANDIDAMYCOSIS, edited by Tuembay et al., Plenum Press, New York, 1991, s.256-257
- Bukowski K., Kłopotek A., Działa G. – "The influence of newly introduced compounds and preparations on Candida albicans " – CANDIDA AND CANDIDAMYCOSIS, edited by Tuembay et al., Plenum Press, New York, 1991, s. 259-261
- B.B. Kłopotek, T. Pajer, A. Kłopotek – „New iodophor disinfecting preparations for medicine, food industry and agriculture” – ICRI Annual Report, 1996, 86-91.

### Publikacje nt. metod syntezy
- Kłopotek A., Działa G. – "Budowa i własności bromojodowych związków kompleksowych z substancjami powierzchniowo czynnym” – Prace Naukowe Instytutu Technologii Organicznej i Tworzyw Sztucznych Politechniki Wrocławskiej, 1976, 24/5, 13-14.
- Kłopotek A., Uhacz K., Szelejewski W., Działa G. – "Synteza i własności związków kompleksowych chlorowców z pochodnymi tłuszczów jako surowców do biologicznie czynnych farb i lakierów" – Polimery – Tworzywa Wielkocząsteczkowe, 1982, 27/2, 69-72.
- Kłopotek A., Rutkowski A. – "Synthese von Jodkompleksverbindungen mit nichtionogenen oberflächenaktiven Substanzen" – Seifen, Öle, Fette Wachse: 1978, 104/10-2, 271-274.
- Kłopotek A. – "Synthese von Halogenkomplexverbindungen mit oberflachenaktiven Substanzen auf Fettgrundlage" – Seifen, Öle, Fette, Wachse, 1980, 106/15, 411-412